# Andriej Tronin
Andriej Wasiljewicz Tronin (ros. Андрей Васильевич Тронин, ur. 9 października 1901 Sieligurt w guberni wiackiej, zm. 1977) – radziecki polityk, przewodniczący Rady Komisarzy Ludowych/Rady Ministrów Udmurckiej ASRR (1937-1948).
1920-1923 żołnierz Armii Czerwonej, słuchacz Głazowskiej Szkoły Budownictwa Radzieckiego i Partyjnego, 1925-1928 przewodniczący komitetu wykonawczego rady wiejskiej w Wotskim Obwodzie Autonomicznym, 1929-1931 przewodniczący komitetu wykonawczego rady rejonowej. Od 1931 członek WKP(b), 1932-1933 zastępca kierownika Udmurckiego Obwodowego Zarządu Rolnego, 1933-1934 przewodniczący komitetu wykonawczego rady rejonowej w Udmurckim Obwodzie Autonomicznym, 1934-1935 zarządzający sprawami Komitetu Wykonawczego Udmurckiej Rady Obwodowej, od 1935 ludowy komisarz ochrony zdrowia Udmurckiej ASRR. Do 1937 kierownik wydziału Udmurckiego Komitetu Obwodowego WKP(b), od 30 października 1937 do 10 czerwca 1948 przewodniczący Rady Komisarzy Ludowych/Rady Ministrów Udmurckiej ASRR. Odznaczony Orderem Lenina i Orderem Wojny Ojczyźnianej I klasy.